# 妻籠宿
35°34′31″N 137°35′42″E / 35.5753°N 137.5951°E

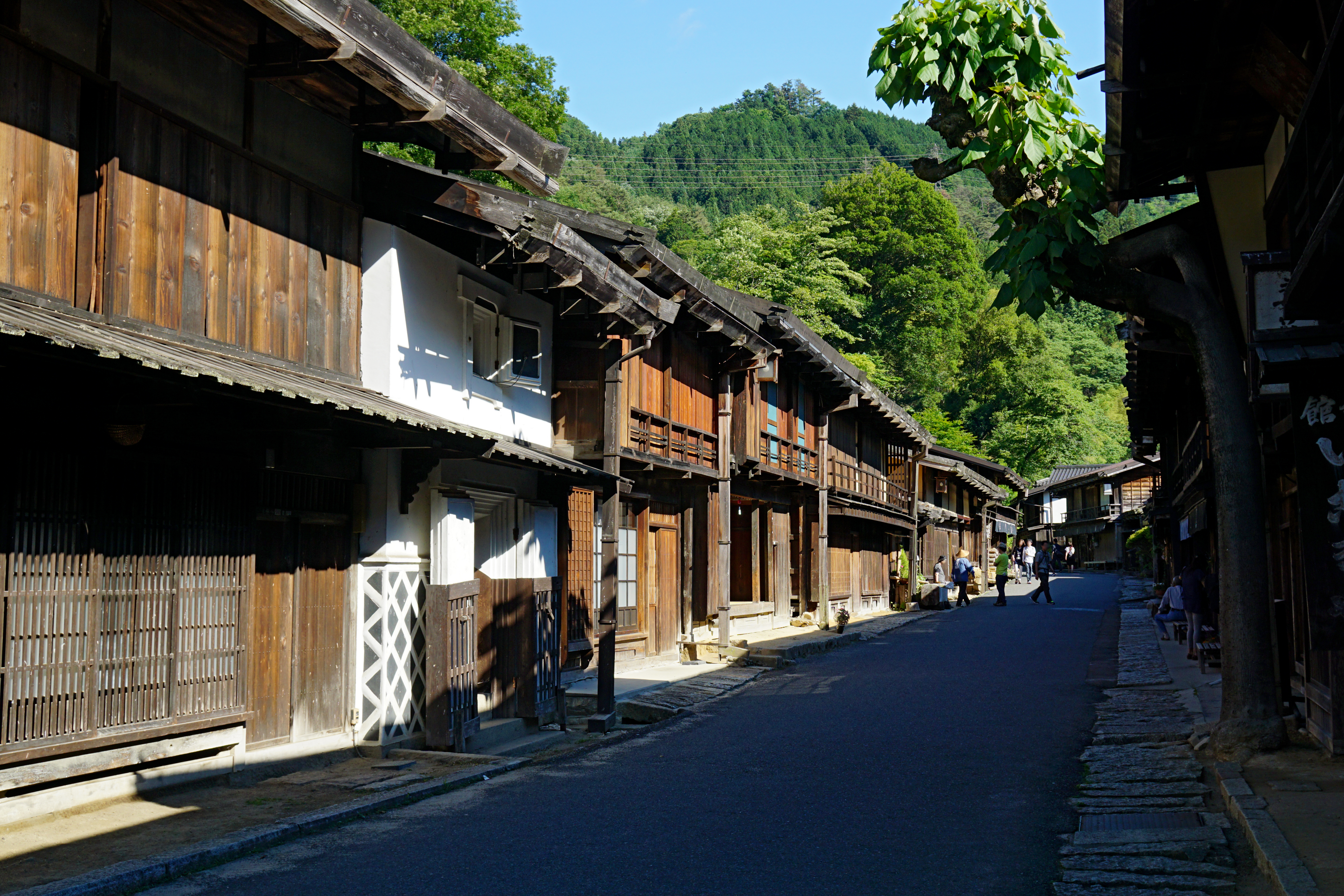
寺下的町並

妻籠宿（日语：／ Tsumago-juku）是中山道第42番的宿場（中山道六十九次），位在長野縣木曾郡南木曾町蘭川東岸。和隣近的馬籠宿、通往馬籠宿的峠道同為代表木曾路的觀光名所。1976年，獲選為國之重要傳統的建造物群保存地區，是最初的選定地之一。為明治時期建築。

## 史跡、景點

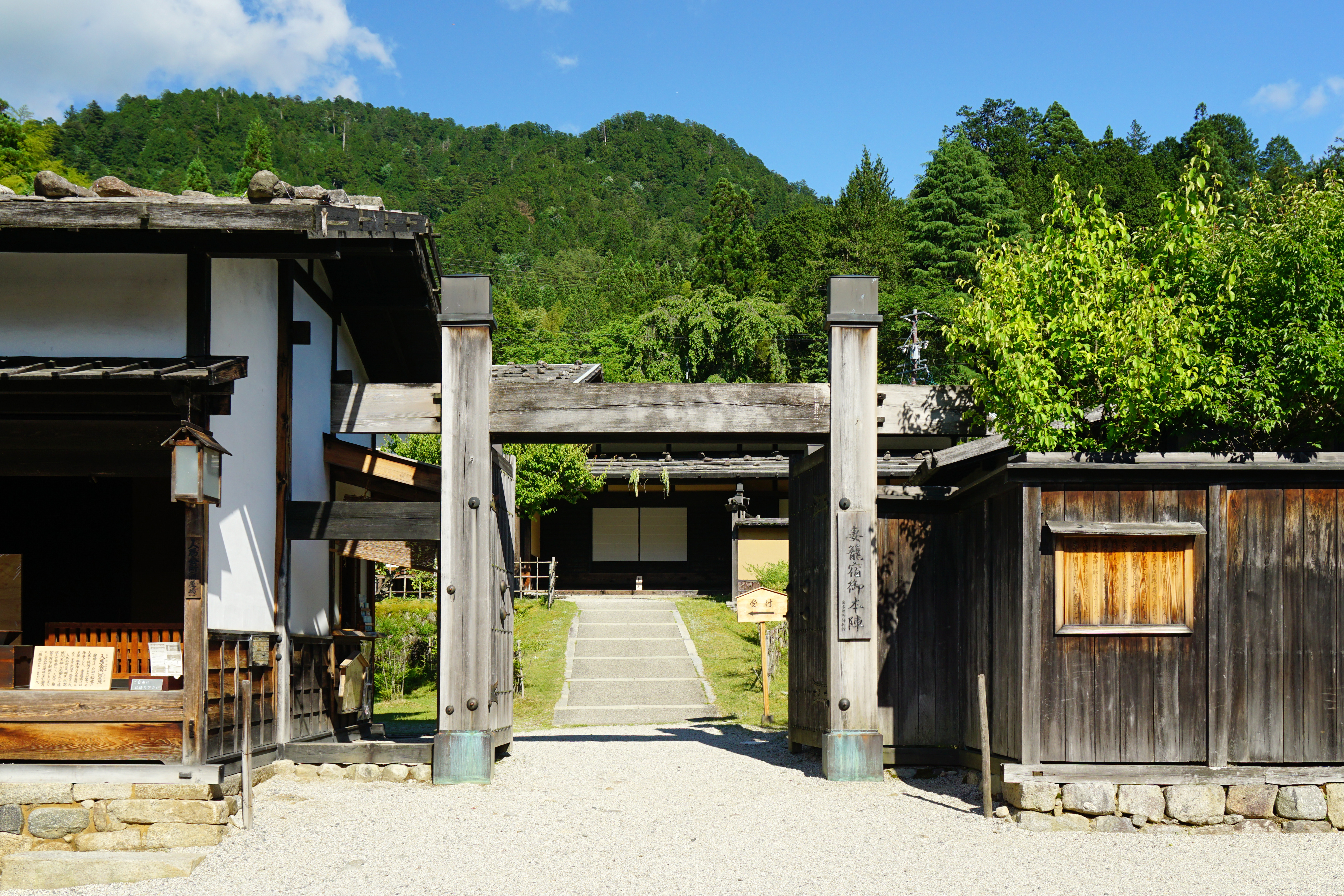
妻籠宿本陣

這座建築物是19世紀初建造的住宅，住宅的右半部和左半部仍存在，因左右建築都被拆除並且重建，作為房屋使用。
這些例子在建築方面是不常見的，此建築是珍貴的建築物。
它於1954年在該鎮被購買並恢復向公眾開放（城鎮指定的有形文化財產）。
- 熊谷家住宅
- 口留番所跡
- 高札場
- 南木曾町博物館
  - 脇本陣奧谷，明治10年（1877年）落成
    - 重要文化財

  - 歷史資料館
  - 妻籠宿本陣
    - 1995年復元
- 郵便史料館（妻籠郵便局內）
- 枡形
- 下嵯峨屋
- 馬屋
- 上嵯峨屋
- 光德寺

至馬籠宿之間的史跡、景點
- 雄瀧、女瀧
- 一石栃白木改番所、立會茶屋
- 馬籠峠

## 重要傳統的建造物群保存地區
- 類別：宿場町
- 選定年月日：1976年9月4日
- 選定基準：傳統的建造物群及其周圍之環境顯著的表現地域的特色
- 面積：1,245.4公頃

## 隣宿
中山道
三留野宿 - 妻籠宿 - （大妻籠） - 馬籠宿

## 外部連結
- 妻籠宿
- 熊谷家住宅 (日文)